# Gaoligonga
Genre
Gaoligonga est un genre d'araignées aranéomorphes de la famille des Mysmenidae.

## Distribution
Les espèces de ce genre  se rencontrent en Chine au Yunnan et au Viêt Nam,.

## Liste des espèces
Selon World Spider Catalog (version 24.5, 22/08/2023) :
- Gaoligonga changya Miller, Griswold & Yin, 2009
- Gaoligonga longjiang Zhang, Li & Lin, 2023
- Gaoligonga luzhang Zhang, Li & Lin, 2023
- Gaoligonga taeniata Lin & Li, 2014
- Gaoligonga zhusun Miller, Griswold & Yin, 2009

## Publication originale
- Miller, Griswold & Yin, 2009 : « The symphytognathoid spiders of the Gaoligongshan, Yunnan, China (Araneae, Araneoidea): Systematics and diversity of micro-orbweavers. » ZooKeys, no 11, p. 9-195 (texte intégral).